# Lieja-Bastogne-Lieja 1926
La Lieja-Bastogne-Lieja 1926 fou la 16a edició de la clàssica ciclista Lieja-Bastogne-Lieja. Es va disputar el 2 de maig de 1926 sobre un recorregut de 231 km i fou guanyada pel belga Dieudonne Smets, que s'imposà a l'esprint al seu company d'escapada, el també belga Joseph Siquet. Alexis Macar completà el podi en arribar a poc més d'un minut. Es desconeix la posició exacta dels ciclistes classificats entre la setena i catorzena posició.

## Classificació final
|   | Ciclista              | Equip | Temps      |
| - | --------------------- | ----- | ---------- |
| 1 | Dieudonne Smets (BEL) |       | 7h 48' 30" |
| 2 | Joseph Siquet (BEL)   |       | m. t.      |
| 3 | Alexis Macar (BEL)    |       | + 1' 15"   |
| 4 | Joseph Wauters (BEL)  |       | + 4' 00"   |
| 5 | Albert Bolly (BEL)    |       | + 4' 00"   |
| 6 | Louis Muller (BEL)    |       | + 4' 00"   |